# Le Tourne
Le Tourne is een gemeente in het Franse departement Gironde (regio Nouvelle-Aquitaine) en telt 695 inwoners (1999). De plaats maakt deel uit van het arrondissement Bordeaux.

## Geografie
De oppervlakte van Le Tourne bedraagt 2,5 km², de bevolkingsdichtheid is 278,0 inwoners per km².
De onderstaande kaart toont de ligging van Le Tourne met de belangrijkste infrastructuur en aangrenzende gemeenten.

## Demografie
Onderstaande figuur toont het verloop van het inwonertal (bron: INSEE-tellingen).